# Rodina
Ródina o Patria-Unión Patriótica Nacional (en ruso: Ródina - Narodno-Patriotícheski Soyuz, Партия "РОДИНА") es un partido político en Rusia. Fue inicialmente una coalición de 30 grupos nacionalistas y de izquierda que fue establecida por Dmitri Rogozin, Serguéi Gláziev, Serguéi Baburin, Viktor Geráshchenko, Gueorgui Shpak, Valentín Varénnikov y otros en agosto de 2003. La ideología del partido combinaba "patriotismo, nacionalismo y un mayor papel del gobierno en la economía", y ha sido descrito como "de extrema derecha".
Su sede está ubicada en Moscú. En las elecciones legislativas de 2003, Ródina ganó el 9.2 por ciento de los votos y terminó con 37 de los 450 escaños en la Duma Estatal. The Guardian afirmó que Ródina fue "creada por los aliados del presidente Vladímir Putin" en 2003 "para sacar votos del Partido Comunista".

## Historia
Después de las elecciones legislativas de 2003, el partido apoyó principalmente las políticas del presidente Vladímir Putin. Sin embargo, en febrero de 2005, cuatro diputados de Ródina, incluido Dmitri Rogozin, iniciaron una huelga de hambre pública y se encerraron en sus oficinas de la Duma Estatal para protestar por las reformas de bienestar social impulsadas por el Gobierno de Putin. El partido adoptó el lema "Za Pútina, Prótiv Pravítelstva" (Por Putin, Contra el Gobierno), y declaró que su objetivo inmediato era obtener una mayoría parlamentaria en las elecciones legislativas de 2007.
Tras las acusaciones presentadas por el Partido Comunista y los partidos liberal-reformistas como la Unión de Fuerzas de Derecha y Yábloko, de que Rusia Unida del presidente Vladímir Putin había manipulado las elecciones de 2003 para garantizar un resultado favorable, Ródina se negó a presentar su propio candidato para las elecciones presidenciales de 2004. Esto creó un cisma dentro de Ródina: Gláziev insistió en postularse para presidente apoyado por un partido Ródina oficialmente separado, pero Rogozin pudo consolidar su apoyo y derrotar a Gláziev. Aun así, este se las arregló para postularse como candidato independiente y obtuvo poco más de un 4%.
El 27 de enero de 2005, diecinueve miembros de la Duma Estatal, incluidos los miembros de Ródina y el Partido Comunista, firmaron una petición al fiscal general para exigir la prohibición de las organizaciones judías en la Federación de Rusia. Esto causó un escándalo político, y el presidente Putin (que ese día participaba en conmemoraciones por el aniversario de la liberación del campo de concentración de Auschwitz) expresó su vergüenza por el contenido de la petición. El fiscal general, en una investigación posterior, se negó a acusar a los signatarios de la petición de fomentar el odio racial.
En julio de 2005, el líder del partido, Serguéi Baburin, abandonó la formación, llevándose consigo a nueve diputados de la Duma y formando un grupo parlamentario alternativo en la Duma Estatal, que también se llamó a sí misma "Ródina". La división llevó a una reunificación de los partidarios de Dmitri Rogozin y Serguéi Gláziev.
Dmitri Rogozin acusó al Kremlin de librar una guerra sucia contra su partido, que según él era temido por Rusia Unida debido a su potencial apoyo electoral. Rogozin también había anunció sus intenciones de emprender acciones legales contra la Duma Estatal por permitir que Baburin registrara su bloque en la Duma como "Ródina", creando un potencial de confusión dentro del electorado.
El 6 de noviembre de 2005, se prohibió a Ródina participar en las elecciones a la Duma de Moscú tras una denuncia presentada por el Partido Liberal-Demócrata, que consistía en que la campaña publicitaria de Ródina incitaba al odio racial. El anuncio en cuestión mostraba a inmigrantes caucásicos de piel oscura que tiraban cáscaras de sandía al suelo, y se terminaba con el lema "limpiemos nuestra ciudad de basura". Rogozin apeló la decisión, pero la prohibición se confirmó el 1 de diciembre de 2005.
Las dificultades de Ródina continuaron en 2006, cuando no obtuvo el permiso para participar en las elecciones locales en varias regiones. Sin embargo, quedó tercero en las elecciones regionales en la República de Altái.
Dmitri Rogozin renunció inesperadamente como líder del partido en marzo de 2006, y fue reemplazado por el empresario menos conocido, Aleksandr Babakov. Muchos sospechaban que esta era una decisión táctica por parte de Ródina para aliviar la presión del Kremlin, aunque un pequeño número de miembros del partido en Moscú habían expresado abiertamente su crítica a la retórica nacionalista más extravagante de Rogozin.
Ródina se fusionó con el Partido Ruso de la Vida y el Partido Ruso de los Pensionistas en un nuevo partido, Rusia Justa, el 28 de octubre de 2006. Muchas de las facciones parlamentarias de Ródina se unieron al nuevo partido, a excepción de Dmitri Rogozin, Andréi Savéliev y Serguéi Gláziev, quienes quedaron como independientes.
En 2007, Dmitri Rogozin fue nombrado embajador ruso en la OTAN. Ródina fue refundida el 29 de septiembre de 2012. Alekséi Zhuravlyov, formalmente miembro de la gobernante Rusia Unida, fue votado por unanimidad para dirigir el partido.
Bajo el liderazgo de Zhuravlyov, Ródina participó en las elecciones legislativas de 2016. En estos comicios legislativos, la colectividad obtuvo un 1,5% de los votos y un escaño en la Duma, obtenido por Zhuravlyov en un distrito electoral. 
En julio de 2017, Ródina anunció su respaldo a Vladímir Putin para las elecciones presidenciales de 2018.